# NGC 4107
NGC 4107 este o galaxie situată în constelația . A fost descoperită în  de către Heinrich Louis d'Arrest.